# I signori della fuga
Breakout Kings è una serie televisiva statunitense in onda dal 6 marzo 2011 sulla A&E. In Italia è andata in onda sul canale satellitare Fox dal 21 novembre 2011.

## Trama
Tre detenuti accettano di lavorare per una squadra di U.S. Marshall e aiutarli a catturare dei fuggitivi.
Il patto con la polizia federale consiste nel collaborare alla cattura di alcuni evasi, in cambio del trasferimento in un carcere di minima sicurezza, dove la vita è più semplice, ma soprattutto alla sottrazione di un mese di detenzione per ogni fuggitivo riacciuffato.
Naturalmente in caso di fuga l'accordo salta, rispedendo l'intera squadra in galera con la pena raddoppiata ed il ritorno in un carcere di massima sicurezza.
Ogni membro ha la sua specializzazione ed il suo ruolo ben predefinito, in totale la squadra è formata da sei elementi tra cui uno sceriffo federale, un ex agente in cerca di riscatto, un'ex allieva scartata dall'accademia e tre detenuti.
Inizialmente c'erano anche altri due membri, esclusi immediatamente perché poco affidabili e propensi alla fuga.

## Produzione
Breakout Kings era stata inizialmente sviluppata per la Fox. Matt Olmstead e Nick Santora scrissero l'episodio pilota dopo averne ricevuto l'ordine nell'agosto 2009 e nel gennaio 2010 la Fox diede il via alla produzione. Il 12 maggio 2010 il network annunciò tuttavia di non aver scelto la serie per la stagione televisiva 2010-2011. Breakout Kings venne quindi offerta ad altri emittenti, e nel giugno 2010 venne annunciato che il network via cavo A&E aveva deciso di programmare una prima stagione da 13 episodi.
La produzione è infine iniziata a Toronto nell'autunno del 2010 e la serie ha debuttato il 6 marzo 2011.
Il 6 luglio 2011 la serie è stata rinnovata per una seconda stagione, andata in onda dal 4 marzo al 29 aprile 2012. A causa dei bassi ascolti registrati, il 17 maggio 2012 il network A&E annuncia la cancellazione della serie, dopo due stagioni prodotte.

## Episodi
| Stagione         | Episodi | Prima TV USA | Prima TV Italia |
| ---------------- | ------- | ------------ | --------------- |
| Prima stagione   | 13      | 2011         | 2011-2012       |
| Seconda stagione | 10      | 2012         | 2013            |

## Personaggi e interpreti
- Charlie Duchamp (stagione 1), interpretato da Laz Alonso.
È il capo della squadra, uno sceriffo federale che a causa di un difetto congenito al cuore svolgeva incarichi d'ufficio, prima dell'instaurazione di questo team.
- Julianne Simms (stagioni 1-2), interpretata da Brooke Nevin.
Addetta alle ricerche di dati e d'informazioni, un vero asso, non è un'agente perché scartata dall'accademia a causa di alcuni problemi psicologici.
- Ray Zancanelli (stagioni 1-2), interpretato da Domenick Lombardozzi.
Il vero creatore del team, colui il quale ha avuto l'idea, al momento neanche lui è un agente perché gli è stato tolto il distintivo a causa di un furto durante un sequestro.
- Sean "Shea" Daniels (stagioni 1-2), interpretato da Malcolm Goodwin.
Ex "capozona", collabora con la squadra mettendo a disposizione tutte le sue conoscenze sull'ambiente malavitoso o criminale e tutto ciò che ha appreso in prigione.
- Erica Reed (stagioni 1-2), interpretata da Serinda Swan.
Era una cacciatrice di taglie insieme al padre, poi è finita in galera per aver ucciso gli assassini del padre, collabora per ridurre al minimo la propria pena grazie alle sue capacità per poter rivedere il prima possibile la figlia.
- Lloyd Lowery (stagioni 1-2), interpretato da Jimmi Simpson.
Conosciuto come il bambino prodigio, è un ex psicologo finito in prigione per aver prescritto medicine illegalmente pur di coprire i propri debiti di gioco, aiuta il team con le sue capacità psicologiche.

## Cross-over
- Nel terzo episodio della prima stagione, il criminale evaso da riacciuffare è Theodore "T-Bag" Bagwell, noto assassino e criminale creato per la serie Prison Break, la quale condivide gli stessi produttori di questa serie.
- Nel penultimo episodio della seconda stagione, durante una conversazione telefonica fra Erica e Pete (l'ex inquilino del piano inferiore a quello dei protagonisti), alla televisione della stanza dove si trova quest'ultimo è possibile vedere una scena di Prison Break in cui è inquadrato il protagonista Michael Scofield.